# Celulosa Campana
Celulosa Campana es un productor argentino de papel y celulosa, la empresa tiene su sede en Valentín Alsina en la provincia de Buenos Aires.
La empresa se establece en 1956 como un emprendimiento familiar trabajando en la compra venta de papel y cartón, materia prima utilizada para la fabricación de papel. En 1985 lanzarían al mercado su primera marca CAMPANITA.
Durante la crisis económica del 2001, la empresa llegó a un acuerdo con sus acreedores para levantar su concurso preventivo y se puso en busca de un socio estratégico y inició las negociaciones para ceder hasta el 49% de sus acciones a un socio local o extranjero, que a cambio de una participación en la empresa aporte fondos frescos para ampliar su capacidad de producción.
Entre sus principales competidores se encuentran: CMPC y Kimberly-Clark.